# Фефферман, Дэн
Даниэль Г. Фефферман (известный как Дэн Фефферман) — видный член Движения объединения в США. По происхождению еврей.
Фефферман занимал несколько руководящих должностей в связанных с Движением организациях. В 1970-х он был президентом  фонда Верховенство свободы, который считался «политическим рычагом» Движения объединения.
Фефферман был лидером Движения Объединения в штате Иллинойс, региональным директором  Среднего Запада США,  директором штаб-квартиры Ассоциации университетов по изучению Принципа, и редактором национального журнала Движения Объединения.
С 1984 года он является исполнительным директором Международной коалиции за свободу вероисповедания. В 2000 году Фефферман выступал по приглашению в штаб-квартире ОБСЕ на тему попрания свободы вероисповедания со стороны доминирующей государственной религии — РПЦ в странах СНГ, и получил одобрение от председателя заседания.

## Ранние годы и семья
Фефферман стал членом Движения Объединения в 1968 году. После этого он получил степень в Университете Калифорнии в Беркли и от Теологической семинарии объединения. Фефферман женат, имеет двоих дочерей, живет в Вашингтоне, округ Колумбия со своей семьёй.